# Walentina Ponomariowa
Walentina Leonidowna Ponomariowa (obecnie Kowalewska), ros. Валентина Леонидовна Пономарёва (ur. 18 września 1933 w Moskwie, zm. 8 listopada 2023 tamże) – radziecka inżynier, pułkownik lotnictwa i kosmonautka.

## Życiorys
W 1951 po ukończeniu szkoły średniej została studentką Moskiewskiego Instytutu Lotnictwa. Równolegle ze studiami, opanowała pilotaż samolotów Po-2 oraz Jak-18 w aeroklubach w Moskwie i Tuszynie. W 1957 zakończyła studia uzyskując tytuł inżyniera-mechanika o specjalności silniki rakietowe na paliwo płynne. Po studiach otrzymała przydział do biura konstrukcyjnego Siergieja Korolowa, ale z przyczyn rodzinnych musiała z niego zrezygnować, a trafiła do Instytutu Matematyki Stosowanej Akademii Nauk ZSRR. Tam pracowała do momentu przyjęcia do oddziału kosmonautów.
Wiosną 1962 roku pomyślnie przeszła badania w Centralnym Wojskowym Naukowo-Badawczym Szpitalu Lotnictwa (ЦВНИАГ) i zakwalifikowała się do końcowego etapu eliminacji.
3 kwietnia 1962 oficjalnie została przyjęta do oddziału kosmonautów. Kilka dni później, w związku nominacją, otrzymała powołanie do wojska. Po przejściu szkolenia podstawowego Ponomariowa w grudniu 1962 roku zdała wszystkie egzaminy i została skierowana do szkolenia w ramach programu Wostok. Od stycznia do maja 1963 przygotowywała się do lotu na statku Wostok 6. Trenowała wspólnie z Walentiną Tierieszkową, Iriną Sołowjową i Żanną Jorkiną. Ostatecznie była drugim dublerem Tierieszkowej. Jesienią 1963 roku wstąpiła na wydział inżynierski Wojskowego Instytutu Lotnictwa im. Żukowskiego. Ukończyła go w 1967.
W maju 1965 została mianowana dowódcą dwuosobowej żeńskiej załogi statku kosmicznego Woschod 5. Razem z nią w miała polecieć Irina Sołowjowa. Misja przewidywana była na 10-15 dni. Podczas lotu jedna z kosmonautek miała dokonać wyjścia na zewnątrz statku. Później planowany czas lotu wydłużono do 15-20 dni. Zamierzenia te nie zostały nigdy zrealizowane, ponieważ po śmierci Siergieja Korolowa program Woschod został przerwany.
1 października 1969 rozkazem dowództwa lotnictwa rozwiązano grupę, w której do lotu w kosmos przygotowywały się kobiety. W tamtym czasie nie przewidywano misji załogowych z udziałem kobiet. Od października 1969 do maja 1988 roku pracowała na różnych stanowiskach w Centrum Wyszkolenia Kosmonautów im. J. Gagarina. W międzyczasie w 1974 uzyskała tytuł kandydata nauk technicznych.
20 czerwca 1988 została przeniesiona do rezerwy. Od jesieni 1988 roku pracuje w Akademii Nauk ZSRR (obecnie Rosyjskiej Akademii Nauk). Od 2006 kieruje w niej grupą zajmującą się historią kosmonautyki.
Jest autorką kilku książek, w tym: „Historia powstania Centrum Przygotowań kosmonautów” (История создания Центра подготовки космонавтов), „Nieodkryty kosmos” (Неоткрытый космос) czy „Kobiece oblicze kosmosu” (Женское лицо космоса) oraz licznych artykułów poświęconych kosmonautyce, które były publikowane w różnych periodykach.
Była żoną kosmonauty Jurija Ponomariowa.